# Línia 6 d'autobusos de Barcelona
La línia 6 és una línia regular d'autobús de la ciutat de Barcelona, gestionada per l'empresa TMB. Aquesta línia d'autobús fa el trajecte des del Pg. Manuel Girona fins a Poble Nou amb una freqüència en hora punta de 8 a 12 min.

## Horaris
| 6         | Primer servei        | Primer servei | Darrer servei        | Darrer servei |
| 6         | A: Pg. Manuel Girona | A: Poble Nou  | A: Pg. Manuel Girona | A: Poble Nou  |
| Feiners   | 05:30                | 06:05         | 22:00                | 22:40         |
| Dissabtes | 05:30                | 06:05         | 22:00                | 22:40         |
| Festius   | 09:00                | 09:35         | 22:00                | 22:40         |

## Recorregut
- De Manuel Girona a Poble Nou per: Doctor Ferran, Av. Diagonal, Pg. de Sant Joan, Pl. Tetuán, Gran Via, Marina, Pallars, Ciutat de Granada, Doctor Trueta, Roc Boronat.

- De Poble Nou a Manuel Girona per: Roc Boronat, Almogàvers, Marina, Gran Via, Pl. Tetuán, Pg. de Sant Joan, Av. Diagonal, Av. de Sarrià, Manuel Girona.